# 横浜市区民文化センター
横浜市区民文化センター（よこはましくみんぶんかセンター）は、地域に根差した個性ある文化の創造に寄与するための横浜市立の文化施設である。2025年3月現在、市内13か所に設置されている。

## 区民文化センター一覧
| 名称                         | 愛称               | 所在地                     | 指定管理者 | 公式HP |
| ---------------------------- | ------------------ | -------------------------- | --- | ------ |
| 横浜市鶴見区民文化センター   | サルビアホール     | 鶴見区鶴見中央一丁目31-2   | 神奈川共立・ハリマビステム共同事業体                                                                                        |        |
| 横浜市神奈川区民文化センター | かなっくホール     | 神奈川区東神奈川一丁目10-1 | 横浜メディアアド・清光社 共同事業体                                                                                         |        |
| 横浜市港南区民文化センター   | ひまわりの郷       | 港南区上大岡西一丁目6-1    | 京急グループ共同企業体 |        |
| 横浜市旭区民文化センター     | サンハート         | 旭区二俣川一丁目3          | 横浜メディアアド・相鉄・神奈川共立共同事業体                                                                                |        |
| 横浜市磯子区民文化センター   | 杉田劇場           | 磯子区杉田一丁目1-1        | （公財）横浜市芸術文化振興財団／（NPO）チーム杉劇／(有)アイコニクス／（株）ニックスサービス 共同事業体                      |        |
| 横浜市栄区民文化センター     | リリス             | 栄区小菅ケ谷一丁目2-1      | 神奈川共立・JSS共同事業体                                                                                                   |        |
| 横浜市泉区民文化センター     | テアトルフォンテ   | 泉区和泉町3511-9           | 神奈川共立・相鉄企業 共同事業体                                                                                             |        |
| 横浜市青葉区民文化センター   | フィリアホール     | 青葉区青葉台2-1-1          | 東急コミュニティー・神奈川共立・横浜市民施設協会 共同事業体                                                                 | [8]    |
| 横浜市緑区民文化センター     | みどりアートパーク | 緑区長津田二丁目1番3号     | みどりアート＆メディアパートナーズ(神奈川新聞社・tvkコミュニケーションズ・横浜市芸術文化振興財団・ジャパントータルサービス) |        |
| 横浜市戸塚区民文化センター   | さくらプラザ       | 戸塚区戸塚町16番地17       | アートプレックス戸塚 | [10]   |
| 横浜市瀬谷区民文化センター   | あじさいプラザ     | 瀬谷区瀬谷四丁目4番地10    | 神奈川共立・ハリマビステム共同事業体                                                                                        | [11]   |
| 横浜市港北区民文化センター   | ミズキーホール     | 港北区綱島東一丁目9番10    | 港北結マネジメント(神奈川新聞社・相鉄企業)                                                                                  | [12]   |
| 横浜市都筑区民文化センター   | ボッシュ ホール    | 都筑区中川中央１丁目9番33  | つづきアート＆ メディアパートナーズ(tvkコミュニケーションズ・神奈川新聞社・東急コミュニティー)                              | [13]   |